# مارس 2012
مارس 2012 هو الشهر الثالث من عام 2012، بدأ يوم الخميس، وأنتهى يوم السبت، وأمتد لواحد وثلاثين يومًا.

## بوابة:أحداث جارية
| \| 3 مارس 2012 (السبت) \| عدل \| تاريخ \| راقب \| تصفح \| |     |       |      |      |
| • أعلنت مصادر عسكرية يمنية أن هجوماً انتحارياً بسيارة مفخخة استهدف معسكراً ل الحرس الجمهورى اليمنى في اليمن، بعد أسبوع على هجوم مماثل تبناه تنظيم القاعدة، وأسفر عن مقتل 26 جندياً.وقالت المصادر إن الهجوم استهدف ثكنه للحرس الجمهوري في مدينة البيضاء (اليمن) التي تبعد 170 كلم جنوب غرب صنعاء، مشيرة إلى وقوع "خسائر" بدون أن تضيف أي تفصيل. • بدأت في إيران فرز أصوات الناخبين في الانتخابات التشريعية التي جرت أمس لاختيار 290 عضوا لمجلس الشورى الإسلامي. وقد ظهرت نتائج أولية صباح اليوم خارج العاصمة طهران تظهر تقدما للمحافظين المناوئين للرئيس محمود أحمدي نجاد وذلك وسط مقاطعة كثير من المعارضين الإصلاحيين.وهناك تقارير سُرّبت من مؤسسات رسمية بشكل غير رسمي أظهرت أن نسبة المشاركة بلغت 48% بطهران و65% في بقية عموم البلاد. • قتل 27 شخصا بسبب الاعاصير التي اجتاحت الولايات الوسطى والجنوبية في الولايات المتحدة. وقتل 14 شخصا على الأقل في إنديانا التي تعد من بين أكثر الولايات تضررا، كما قتل 12 شخصا في ولاية كنتاكي.وادى أكثر من 70 اعصار إلى تسوية العديد من المنازل بالأرض وتحطيم السيارات والاشجار. • قالت لجنة من الخبراء شكلتها الأمم المتحدة، في تقرير صدر عنها الجمعة، ان القوات الموالية للزعيم الليبى السابق معمر القذافي وقوات المعارضة ارتكبت جرائم حرب خلال الصراع المسلح الذي شهده البلد العام الماضي.واضاف تقرير اللجنة ان "القتل، والاختفاء القسري، والتعذيب مورس على نطاق واسع في شكل هجمات منسقة ضد المدنيين". |     |       |      |      |
| 3 مارس 2012 (السبت) | عدل | تاريخ | راقب | تصفح |

| \| 10 مارس 2012 (السبت) \| عدل \| تاريخ \| راقب \| تصفح \| |     |       |      |      |
| • أكد وزيرا الخارجية الروسى، سيرجي لافروف ‹في الصورة›، والقطرى حمد بن جاسم بن جبر آل ثاني، في مؤتمر صحافي مشترك، في القاهرة أنه تم الاتفاق بين روسيا والجامعة العربية على إنهاء العنف في سوريا "أيا كان مصدره".وإلى ذلك، ذكرت وكالة الأنباء السورية سانا، أن الرئيس السوري، بشار الأسد، أبلغ مبعوث الأمم المتحدة والجامعة العربية إلى سوريا، كوفي عنان، أن بلاده "مستعدة لإنجاح أي جهد صادق لحل ما تشهده من أحداث".وأضافت الوكالة أن الأسد أبلغ عنان أيضا أن "أي حوار سياسي لن ينجح في ظل وجود مجموعات إرهابية تشيع الفوضى".ومن جانبه، أكد عنان التزامه بالعمل بشكل عادل وحيادي ومستقل في الأزمة السورية. • بدأ اليوم السبت وحتى 6 أبريل تقديم طلبات الترشح في أول انتخابات رئاسية مصرية تجرى بعد سقوط نظام الرئيس السابق محمد حسني مبارك، والتي من المتوقع أن تشهد رقماً قياسياً في تاريخ مصر من حيث عدد المتنافسين على أرفع منصب في الدولة بعد تيسير شروط الترشح. • قرر الاتحاد المصري لكرة القدم في اجتماعه ،إلغاء بطولة الدوري لهذا الموسم وعدم استكماله بسبب أحداث استادبورسعيد.وقرر الاتحاد إقامة بطولة تنطلق تحت مسمى رابطة الأندية "كأس الشهداء"، وتتكون من 18 فريقاً على مجموعتين، كل مجموعة 9 فرق، ولا يشارك فيها فريق المصرى البورسعيدى، وتقام بدون جماهير على ملاعب القوات المسلحة، وتكون مؤهلة لبطولتي الأندية الإفريقية في الموسم المقبل، والاتفاق مع إحدى الشركات على رعايتها، وتنطلق البطولة يوم 26 مارس/آذار الجاري.وقرر الاتحاد استمرار بطولة كأس مصر، على أن تقام مبارياتها في أوقات الفراغ، بين بطولة رابطة الأندية وتجمعات المنتخب الوطني الأول. |     |       |      |      |
| 10 مارس 2012 (السبت) | عدل | تاريخ | راقب | تصفح |

| \| 13 مارس 2012 (الثلاثاء) \| عدل \| تاريخ \| راقب \| تصفح \| |     |       |      |      |
| - ارتكبت القوات السورية النظامية مجزرة جديدة في حمص وتحديداً في حى كرم الزيتون وحى العدوية راح ضحيتها 47 امراة وطفلاً.وقالت الهيئة العامة للثورة السورية إن المجزرة تمّت على أيدي عناصر من قوات الأمن والشبيحة قاموا بقتل الضحايا داخل منازلهم، وتم سحب قسم من الضحايا إلى باب السباع وأحياء قريبة.وبيَّنت الهيئة العامة للثورة أن الضحايا الـ 47 الذين تم العثور على جثثهم تم قتلهم بطرق مفزعة إما حرقاً أو تكسيراً أو ذبحاً.ومن جهته اتهم التليفزيون السورى "عصابات إرهابية مسلحة" بـ"خطف" مواطنين من أحياء في حمص وقتلهم وتصويرهم لإثارة ردود فعل دولية ضد سوريا. - \|تواصل سقوط الضحايا الفلسطينيين في أحدث موجة عنف إسرائيلية ضد قطاع غزة منذ شهور، فقد قضى العشرات نحبهم وآخرون أصيبوا في سلسلة غارات إسرائيلية شملت غالبية مناطق القطاع كان من أحدثها النيل من طفل فلسطيني وإصابة خمسة آخرين كانوا متوجهين إلى مدارسهم شمال مدينة غزة. وقد سقط في جولة العنف المستمرة منذ يوم الجمعة الماضي أكثر من 23 فلسطينيا غالبيتهم ينتمون إلى حركة الجهاد الاسلامي - كتائب الاقصى، بالإضافة إلى عدد من المدنيين بينهم أطفال. - قال جورج صبرا، المتحدث باسم المجلس الوطني السوري المعارض إنه تم إقرار تسليح الجيش السورى الحر من قبل المجلس.ودعا إلى تدخل غربي وعربي لحماية المدنيين من قوات الرئيس بشار الأسد. وأوضح أن المعارضة تطالب بفتح ممرات إنسانية وإقامة مناطق آمنة ومنطقة حظر طيران لوقف هجمات قوات الأسد. - خرج عشرات الآلاف من الموريتانيين في مسيرة حاشدة لإسقاط نظام الرئيس محمد ولد عبد العزيز الذي يعاني منذ فترة من تضائل شعبيته، وطالب المتظاهرون برحيل الرئيس الذي يحكم البلاد منذ سنة 2008 بعد انقلاب أبيض قاده حين كان رئيسا للحرس الرئاسي منهيا فترة سيدى محمد ولد شيخ عبد الله أول رئيس منتخب ديمقراطيا في البلاد.وشارك في مسيرة "الرحيل" التي تعد أكبر مظاهرة تعرفها موريتانيا منذ استقلالها رؤساء سابقون وزعماء من التيار الإسلامي وأحزاب المعارضة التي دعت للمظاهرة وفعاليات المجتمع المدني وشخصيات عسكرية ودينية. |     |       |      |      |
| 13 مارس 2012 (الثلاثاء) | عدل | تاريخ | راقب | تصفح |

| \| 14 مارس 2012 (الأربعاء) \| عدل \| تاريخ \| راقب \| تصفح \| |     |       |      |      |
| - الجيش السوري يجتاح إدلب ويقتل المزيد - العربي يطالب بتحقيق دولي في «الجرائم ضد الانسانية» في سوريا - ياهو تقاضي فيسبوك - "أبل" تعلن عن نفاد حجوزات "آى باد" الجديد |     |       |      |      |
| 14 مارس 2012 (الأربعاء) | عدل | تاريخ | راقب | تصفح |

| \| 15 مارس 2012 (الخميس) \| عدل \| تاريخ \| راقب \| تصفح \| |     |       |      |      |
| • نشرت صحيفة الغارديان البريطانية مراسلات الرئيس السوري بشار الأسد عبر بريده الإلكتروني.وكشفت أن " دولة خليجية قدمت للأسد وعائلته عرضا للجوء". وقالت إن "الأسد تلقى نصائح من إيران بكيفية التعامل مع الأزمة".وأضافت الصحيفة أن "الأسد أمر بتشديد القبضة الأمنية على حي بابا عمرو في حمص". • أعلن مجلس قيادة الثورة السورية أن انفجارين وقعا في حي جوبر بدمشق فجراً، بالإضافة إلى سماع دوي انفجارات وإطلاق نار كثيف في منطقة القابون، وانفجارات عنيفة في باب مصلى وانفجار سيارة مفخخة في برزة.وبحسب لجان تنسيق الثورة السورية 2011 فإن الجيش النظامى ارتكب مجزرة في منطقة لاروز في إدلب، يأتي هذا مع توارد أنباء عن سيطرة جيش النظام بشكل كامل على مدينة إدلب فيما انسحب الجيش السوري الحر إلى أطراف المدينة • النائب العام المصري يحيل 75 شخصا إلى محكمة الجنايات بتهم من بينها القتل والإهمال في كارثة استاد بورسعيد التي وقعت الشهر الماضي. • تصدرت البحرين وتلتها روسيا البيضاء القائمة السنوية التي تعدها منظمة مراسلون بلا حدود بمن تطلق عليهم "أعداء الانترنت".وانضمت الدولتان لعشر دول في قائمة "اعداء الانترنت"، وهي الدول التي تفرض قيودا على الإنترنت، وتراقب المحتوى المنشور، وتسجن المدونين وفقا لمعايير المنظمة.وانضمت الهند وكازاخستان إلى قائمة أخرى تعدها منظمة مراسلون بلا حدود للدول التي تفرض رقابة على الإنترنت. وتقول المنظمة إن 2011 كان "أكثر الأعوام خطرا" على مستخدمي الإنترنت. 1. 2. 3. 4. 5. |     |       |      |      |
| 15 مارس 2012 (الخميس) | عدل | تاريخ | راقب | تصفح |

| \| 17 مارس 2012 (السبت) \| عدل \| تاريخ \| راقب \| تصفح \| |     |       |      |      |
| • قالت وكالة الأنباء السورية - سانا إن انفجارين هزا العاصمة السورية دمشق اليوم السبت، وذكر سكان أن أحد الانفجارين وقع قرب مبنى أمني.وقد أسفر الانفجاران عن مقتل 27 شخصا واصابة 97 آخرين بجروح، بحسب ما نقلت قناة الإخبارية السورية عن وزيرالصحة السوري وائل الحلقى.واوردت القناة ان 27 قتيلا معظمهم من المدنيين و97 جريحا سقطوا في التفجيرين الذين هزا العاصمة السورية صباح اليوم.وقال التلفزيون السورى إن التفجير الذي وقع في دوار الجمارك "استهدف إدارة الامن الجنائى" بينما "استهدف التفجير الذي وقع في المنطقة الواصلة بين شارع بغداد وحي القصاع إدارة المخابرات الجوية". • أفاد مصدر أمني موريتانى لـوكالة فرانس برس أنه تم ليل الجمعة اعتقال عبد الله السنوسي، رئيس الاستخبارات السابق، وأحد أركان نظام معمر القذافي والملاحق من جانب المحكمة الجنائية الدولية في مطار نواكشوط الدولي.وقال المصدر إن الأجهزة الأمنية الموريتانية اعتقلت السنوسي لدى وصوله من مدينة الدار البيضاء المغربية في رحلة عادية، موضحا أنه كان يسافر حاملا "جواز سفر مالياً مزورا".فيما صرح مصدر مسؤول من وزارة الخارجية الليبية بانها لم تتأكد بعد من الخبر بشكل رسمي، وتنتظر الرد من سفارة موريتانيا في ليبيا. • اعتقلت الشرطة الأمريكية نجم هوليوود جورج كلوني امس الجمعة خلال مشاركته في احتجاج على نظام عمر البشير أمام السفارة السودانية في العاصمة واشنطن العاصمة، حسب ما ذكرت تقارير صحفية أمريكية امس الجمعة ووالده وآخرين، منهم النائب الديمقراطي جيم موران عن فرجينيا، وعدد آخر من ناشطي الحقوق المدنية مثل بن جيليوس، بعد أن حذرتهم لثلاث مرات بعدم تجاوز الخطوط التي وضعها الأمن حول مقر السفارة. • أعلن مسؤول محلي يمني، أن مسلحين خطفوا سويسرية ويحتجزونها في محافظة شبوة (محافظة)، متهماً تنظيم القاعدة بالقيام بهذه العملية.وقال المسؤول لوكالة فرانس برس: "خطف مسلحون امرأة سويسرية في حديدة (محافظة) واقتادوها إلى محافظة شبوة (محافظة)"، مضيفاً أنه "حسب معلوماتنا فإن تنظيم القاعدة هو المسؤول عن الخطف". |     |       |      |      |
| 17 مارس 2012 (السبت) | عدل | تاريخ | راقب | تصفح |

| \| 31 مارس 2012 (السبت) \| عدل \| تاريخ \| راقب \| تصفح \| |     |       |      |      |
| • قال شهود عيان إن متمردي الطوارق والمجموعات الإسلامية المسلحة، تمكنوا من السيطرة على مدينة كيدال الإستراتيجية الواقعة شمال غرب مالى، بدون أي مقاومة من قبل قوات الجيش.وفي ذات السياق، قال مصدر دبلوماسي إفريقي، إن جماعة انصار الدين بزعامة "إياد أغ غالي" المدعومة من تنظيم القاعدة في بلاد المغرب الاسلامي، هي التي سيطرت على مدينة كيدال. • فرضت الولايات المتحدة الأمريكية سلسلة عقوبات جديدة على النظام السوري، وشملت قائمة العقوبات هذه المرة ثلاثة مسؤولين كبار بالحكومة السورية هم: وزير الدفاع داود راجحة، ونائب رئيس أركان الجيش منير ادانوف، ومدير الأمن الرئاسي زهير شاليش.وتتضمن العقوبات التي أعلنتها وزارة الخزانة، تجميد الأرصدة التي قد يملكها هؤلاء الرجال الثلاثة، ومنع الرعايا الأميركيين من إجراء أي اتصال معهم.وقالت الحكومة الأمريكية إن العقوبات طبقت بحق هؤلاء لدورهم في دعم العنف ضد المواطنين السورين، وأشارت إلى أن هذه الإجراءات تهدف لتأكيد التزام واشنطن العاصمة بالوقوف إلى جانب الشعب السوري ضد العنف. • قتل ثمانية أشخاص على الأقل، في غارات شنتها طائرات أمريكية بدون طيار على شبوة (محافظة) جنوب شرقي اليمن.وأفادت مصادر قبلية في اليمن بسقوط خمسة قتلى من عناصر القاعدة وجماعة انصار الشريعة ونحو خمسة مدنيين في الغارات التي استهدفت مواقع يعتقد أنها لعناصر تنظيم القاعدة في منطقة عزّان بشبوة (محافظة) جنوب شرقي اليمن. • أقر الرئيس الأمريكي باراك أوباما فرض عقوبات جديدة على الجهات التي تشتري النفط الايرانى.وأعرب أوباما عن اعتقاده بأن في السوق العالمي ما يكفي من النفط ليتجنب حلفاء الولايات المتحدة تداعيات مقاطعة النفط الإيراني.وقال الرئيس الأمريكي في بيان إنه سيواصل مراقبة السوق العالمي عن قرب للتأكد من إمكانية تخفيض مشتريات النفط من إيران. |     |       |      |      |
| 31 مارس 2012 (السبت) | عدل | تاريخ | راقب | تصفح |

بوابة:أحداث جارية/مارس 2012/تقويم
| أحداث جارية |
| --- |
| - أزمة الدين الحكومي اليوناني - جائحة فيروس كورونا 2019–20 - التدخل العسكري الروسي في أوكرانيا - التدخل العسكري الروسي في سوريا - الحرب الأهلية السورية - الهجوم على شمال غرب سوريا (2024) - الحرب الأهلية السودانية 2023 - عملية طوفان الأقصى - الحرب الفلسطينية الإسرائيلية (الخط الزمني) - صراع حزب الله وإسرائيل (2023–الآن) - - أزمة البحر الأحمر - الهجمات على القواعد الأمريكية في العراق وسوريا 2023 - الأزمة الإنسانية في غزة (2023 – الآن) تفاصيل أكثر النزاعات الجارية أدناه |

| وفيات حديثة |
| --- |
| - 14 مارس: ألان سيمبسون (سياسي) - 15 مارس: بيتر بيكسل - 15 مارس: منير شاكر - 15 مارس: دوريس فيتشين - 15 مارس: أليكس داود - 15 مارس: سليك واتس - 15 مارس: إحسان الترك - 15 مارس: واتارو أسو - 16 مارس: جيسي كولن يونغ - 16 مارس: إيميلي ديكيني - 16 مارس: أنطوان كرباج - 17 مارس: لي شاو كي - 17 مارس: أبو إسحاق الحويني - 17 مارس: أبو حمزة - 17 مارس: جون فرازير (لاعب كرة قدم بريطاني) - 18 مارس: محمود أبو وطفة - 18 مارس: ولامير ماركيز - 18 مارس: قسطنطين رودريغيز - 18 مارس: جان ميشيل (سياسي) - 18 مارس: عصام الدعاليس |

| نزاعات جارية |
| --- |
| - التدخل العسكري الدولي ضد تنظيم الدولة الإسلامية (داعش) - الكاميرون - الحرب الأهلية الكاميرونية - جمهورية إفريقيا الوسطى - حرب جمهورية إفريقيا الوسطى الأهلية (2012–الآن) - جمهورية الكونغو الديموقراطية - تمرد القوات الديمقراطية المتحالفة - صراع كيفو - الحرب الأهلية الأثيوبية (2018-حاليا) - صراع أمهرة [الإنجليزية] - موزمبيق - التمرد الإسلاموي في موزمبيق - نيجيريا - تمرد بوكو حرام - التمرد الإسلامي في الساحل - تمرد الجهاديين في بوركينا فاسو · حرب مالي - الحرب الأهلية الصومالية - الحرب في الصومال (2009–الآن) - السودان - الحرب الأهلية السودانية 2023 - النزاع في أفغانستان - النزاع بين طالبان والدولة الإسلامية في أفغانستان - صراع بنجشير - الهند - التمرد في جامو وكشمير - العصيان الماوي-الناكسالي - إندونيسيا - أزمة بابوا - الصراع الداخلي في ميانمار - الحرب الأهلية في ميانمار (2021-الحاضر) - باكستان - صراع بلوشستان - عصيان خيبر بختونخوا - الصراع الأهلي في الفلبين - التمرد الشيوعي في الفلبين - الحرب الروسية الأوكرانية - الغزو الروسي لأوكرانيا 2022 - صراع العراق (2003–الآن) - التمرد العراقي (2017–الآن) - صراع إسرائيل وغزة - الحرب الفلسطينية الإسرائيلية 2023 - هجمات الحوثيين على إسرائيل (2023 - 2024) - الحرب الأهلية السورية - التدخل الأجنبي في الحرب الأهلية السورية - تركيا - الولايات المتحدة - اليمن - الحرب الأهلية اليمنية (2014–الآن) - التدخل العسكري في اليمن |